# ایوار کارل یوگی
ایوار کارل یوگی (آلمانی: Ivar Karl Ugi؛ ۹ سپتامبر ۱۹۳۰ – ۲۹ سپتامبر ۲۰۰۵) یک شیمی‌دان اهل آلمان بود.